# Eisenbahnprojekt Stockerau–Joslowitz
Der Landesausschuss des Erzherzogtums Österreich unter der Enns beabsichtigte den Bau einer Eisenbahnverbindung Stockerau–Joslowitz (Jaroslavice) mit einem Flügel von Niederhollabrunn nach Naglern-Simonsfeld bei Ernstbrunn. Die neue Bahn wäre dazu bestimmt gewesen, einen großen Teil der fruchtbaren Gebiete Niederösterreichs an den allgemeinen Eisenbahnverkehr anzuschließen. Diese Landesbahn sollte daher hauptsächlich einer besseren Versorgung Wiens mit Lebensmitteln dienstbar gemacht werden. Projektiert wurde die Bahn 1913 und der Beschluss im Landtag von Niederösterreich wurde 1914 gefasst. Alle Gemeindevorstehungen wurden eingeladen, sich am 11. September 1914 in der Gemeindekanzlei Niederhollabrunn einzufinden und verkehrstechnische Aufklärungen entgegenzunehmen.
Das Projekt verzögerte sich, weil manche die Grundablösungen nicht gleich durchführen wollten. Dann brach der Erste Weltkrieg aus, und das Projekt war somit gestorben. Auch ein weiterer Versuch nach dem Krieg scheiterte, da die Baukostenbeiträge der Gemeinden nicht aufzutreiben waren.

## Geplante Streckenführung

### Hauptlinie Stockerau–Joslowitz (Jaroslavice)
Die geplante und 62 km lange Strecke hatte ihren Ausgangspunkt im Bahnhof Stockerau der Nordwestbahn und in folgenden Orten waren Stationen vorgesehen:
- Leitzersdorf
- Haselbach
- Niederhollabrunn
- Großmugl
- Herzogbirbaum
- Weyerburg
- Enzersdorf im Thale
- Kammersdorf
- Großharras
- Stronsdorf

Die Strecke wäre im Bahnhof Pernhofen-Wulzeshofen der Bahnstrecke Novosedly–Zellerndorf eingebunden worden. Die Strecke wäre weiter in nördlicher Richtung nach Joslowitz (Jaroslavice) geführt worden. Pläne sahen auch vor, die Strecke weiter nach Possitz (Božice) zu verlängern um eine Verbindung mit der Bahnstrecke Hrušovany nad Jevišovkou–Znojmo herzustellen.

### Zweiglinie Niederhollabrunn–Ernstbrunn
Ausgehend von der Station Niederhollabrunn war eine 12 km lange Zweiglinie mit folgenden Stationen geplant:
- Bruderndorf – Niederfellabrunn
- Maisbirbaum
- Simonsfeld

Die Strecke wäre im Bahnhof Naglern-Simonsfeld der Lokalbahn Korneuburg–Hohenau eingebunden worden.